# Хныченкова, Анна Юрьевна
Анна Юрьевна Хныченкова (укр. Ганна Юріївна Хниченкова; род. 12 ноября 1994, Днепропетровск) — украинская и венгерская фигуристка, выступавшая в парном и одиночном катании.
Серебряный призёр чемпионата Украины в парном катании совместно с Сергеем Кульбачем (2009). Затем на протяжении двух сезонов выступала за сборную Венгрии. В паре с Марком Мадьяром участвовала в Гран-при Франции (2010).
В 2011 году вернулась на Украину, и начала кататься как одиночница. В этом качестве становилась чемпионкой Украины (2017), участвовала в чемпионатах мира, Европы и Олимпийских играх (2018).

## Спортивная карьера

### В парном катании
В начале своей карьеры Хныченкова соревновалась в парном катании, выступая за Украину и Венгрию.
С 2008 по 2009 год её партнёром был Сергей Кульбач, в паре с которым она выступала за Украину. Под руководством Вячеслава Ткаченко они тренировались в Днепропетровске. Им удалось занять 20-е место на чемпионате мира среди юниоров 2009 года.
В 2009 году Хныченкова сменила партнёра и стала выступать с Марком Мадьяром. Они приняли решение соревноваться за Венгрию. В сезоне 2009—2010 года пара тренировалась под руководством Вячеслава Ткаченко в Будапеште. Она заняла 15-е место на своём первом международном турнире — чемпионате мира среди юниоров, который состоялся в марте 2010 года в Гааге, Нидерланды. В сезоне 2010—2011 года Хныченкова и Мадьяр сменили тренера и перебрались в Торунь (Польша). Их тренировали Дорота Сюдек и Мариуш Сюдек. На стартовом этапе Гран-при, Trophée Éric Bompard, в ноябре 2010 года они заняли 7-е место. В марте 2011 года они стали 13-ми на чемпионате мира среди юниоров в Канныне (Южная Корея); это было их заключительное соревнование в качестве спортивной пары. На этом их сотрудничество прекратилось.

### В одиночном катании
Анна приняла решение выступать в одиночном катании за Украину и вернулась к прежнему тренеру в Днепропетровск. В конце года она приняла участие в национальном чемпионате, но финишировала за пьедесталом. Осенью 2012 года она выступила на взрослых соревнованиях, параллельно принимая участие и в юниорских стартах. В конце года выиграла первенство по фигурному катанию среди юниоров и стала бронзовым призёром чемпионата Украины. В конце февраля в Милане выступала на мировом юниорском чемпионате, где финишировала в середине второй двадцатки.
Следующий олимпийский сезон Анна начала с юниорских этапов в Эстонии и Словакии, где выступила не совсем удачно. В середине декабря она приняла участие в зимней Универсиаде в Тренто, где оказалась лучшей из украинских одиночниц. Через неделю выиграла «бронзу» украинского чемпионата. В марте 2014 года в Софии на мировом юниорском чемпионате она повторила свой прошлогодний результат. На следующий сезон на Мемориале Непелы Хныченкова замкнула дюжину одиночниц. В начале декабря на Золотом коньке Загреба фигуристка выступила не совсем удачно, но через пару недель на национальном чемпионате финишировала с серебряной медалью. В феврале 2015 года последовало её выступление в Гренаде на зимней Универсиаде, и вновь она была лучшей украинской одиночницей.
В октябре 2015 года украинская фигуристка начала новый сезон на Кубке Ниццы, где финишировала рядом с пьедесталом. В декабре на чемпионате страны она вновь стала вице-чемпионкой. Чемпионка Украины Анастасия Гожва вследствие возрастных ограничений не имела права выступать на взрослых соревнованиях, и в январе 2016 года в Братиславе на европейском чемпионате состоялся дебют Анны, итогом которого стало место в начале третьей десятки. Через два месяца в Бостоне она дебютировала и на мировом чемпионате, где ей удалось финишировать в конце второй десятки и улучшить все свои прежние достижения.
Новый предолимпийский сезон украинская фигуристка начала неудачно на Мемориале Непелы, плохо она выступила и Кубке Ниццы. Однако затем она выиграла турнир в Минске, где ещё и улучшила своё достижение в сумме и короткой программе. В декабре на национальном чемпионате впервые стала чемпионкой. На европейском чемпионате в Остраве она также финишировала в третьей десятке, полное фиаско её ожидало в Хельсинки на чемпионате мира, где ей не удалось выйти даже в финальную часть.

### Олимпийский сезон
Олимпийский сезон Анна начала на квалификационном турнире в Германии, где ей удалось пройти отбор на зимние Олимпийские игры. Далее она выиграла «бронзу» на Кубке Ниццы, была шестой на турнире в Минске, но в декабре не смогла отстоять звание чемпионки страны, уступив Анастасии Архиповой. В середине января 2018 года Анна выступала в Москве на континентальном чемпионате, где она с большим трудом вышла в финальную часть и финишировала в третьей десятке. В конце февраля в Канныне на личном турнире Олимпийских игр украинская фигуристка выступила неудачно: она не только не сумела пройти в финальную часть соревнований, но и заняла предпоследнее место.
После завершения соревновательной карьеры — тренер по фигурному катанию, председатель комиссии спортсменов Украинской федерации фигурного катания.

## Результаты
(Выступления в паре с Сергеем Кульбачем за Украину и Марком Мадьяром за Венгрию)
| Соревнования                | 08/09                       |
| Международные среди юниоров | Международные среди юниоров |
| --------------------------- | --------------------------- |
| Чемпионат мира              | 20                          |
| Гран-при США                | 17                          |
| Гран-при Чехии              | 14                          |
| Национальные                |                             |
| Чемпионат Украины           | 2                           |

| Соревнования                | 09/10         | 10/11         |
| Международные               | Международные | Международные |
| --------------------------- | ------------- | ------------- |
| Гран-при Франции            |               | 7             |
| Международные среди юниоров |               |               |
| Чемпионат мира              | 15            | 13            |
| Гран-при Австрии            |               | 15            |
| Национальные среди юниоров  |               |               |
| Чемпионат Венгрии           | 1             |               |

(Выступления в одиночном катании)
| Соревнования                | 11/12         | 12/13         | 13/14         | 14/15         | 15/16         | 16/17         | 17/18         |
| Международные               | Международные | Международные | Международные | Международные | Международные | Международные | Международные |
| --------------------------- | ------------- | ------------- | ------------- | ------------- | ------------- | ------------- | ------------- |
| Олимпийские игры            |               |               |               |               |               |               | 29            |
| Чемпионат мира              |               |               |               |               | 19            | 35            |               |
| Чемпионат Европы            |               |               |               |               | 21            | 21            | 23            |
| Tallinn Trophy              |               |               |               |               |               |               | 8             |
| Nebelhorn Trophy            |               |               |               |               |               |               | 7             |
| Slovenia Open               |               |               |               |               |               |               | 6             |
| Ice Star                    |               |               |               |               |               | 1             | 6             |
| Кубок Ниццы                 |               |               |               |               | 4             | 11            | 3             |
| Мемориал Непелы             |               |               |               | 12            |               | 17            |               |
| Золотой конёк Загреба       |               |               |               | 15            |               |               |               |
| Универсиада                 |               |               | 9             | 9             |               |               |               |
| Ukrainian Open              |               |               | 8             |               |               |               |               |
| NRW Trophy                  |               | 28            |               |               |               |               |               |
| Международные среди юниоров |               |               |               |               |               |               |               |
| Чемпионат мира              |               | 17            | 17            |               |               |               |               |
| Гран-при Словакии           |               |               | 13            |               |               |               |               |
| Гран-при Эстонии            |               |               | 21            |               |               |               |               |
| Tirnavia Ice Cup            |               | 2             |               |               |               |               |               |
| Volvo Open Cup              |               | 2             |               |               |               |               |               |
| Национальные                |               |               |               |               |               |               |               |
| Чемпионат Украины           | 5             | 3             | 3             | 2             | 2             | 1             | 2             |